# Cinépolis
Exhibidora Mexicana Cinépolis, S.A. de C.V. (conocida simplemente como Cinépolis), es una empresa mexicana dedicada a la exhibición de películas, fundada en 1971 en Morelia, Michoacán, bajo el nombre de Organización Ramírez. Hasta el 31 de diciembre de 2023, operaban 891 conjuntos cinematográficos con 6,836 salas 100% digitales; 500 se ubican en México y 6,337 en 17 países: los Estados Unidos, Chile, Argentina, Guatemala, Honduras, El Salvador, Costa Rica, Panamá, Colombia, el Perú, Brasil, España, la India, Omán, los Emiratos Árabes Unidos, Baréin e Indonesia, convirtiéndose así en la compañía de exhibición cinematográfica más grande de México y Latinoamérica, ocupando el primer lugar de la industria a nivel global en cuanto a venta de boletos y boletos vendidos por sala, siendo la tercera cadena más grande del mundo en número de salas y la más importante fuera de los Estados Unidos.

## Historia
En 1971, con la apertura del «Cine Morelia» (hoy Cinépolis Morelia Centro) el cual se ubica en lo que hoy es la calle Santiago Tapia del centro histórico de la ciudad de Morelia, Enrique Ramírez Miguel, junto con su hijo, el Ingeniero Enrique Ramírez Villalón,  fundan la compañía Organización Ramírez. Es precisamente en este conjunto cinematográfico donde cada octubre, y durante 18 años se ha realizado el Festival Internacional de Cine de Morelia (FICM).
Durante 1972, surgen los «Cines Gemelos» o «Cinemas Gemelos» y en 1973 comienza la expansión en México bajo el concepto de Multicinemas.
Posteriormente, en 1994, nace la marca «Cinépolis», al mismo tiempo que se comienza con el concepto de salas tipo multiplex.
Enrique Ramírez Miguel, el fundador de Cinépolis, falleció el 6 de junio de 1996, a consecuencia de recibir cinco balazos disparados con un revólver, Colt.38 Special.
Durante el año de 1999, es creado el concepto de «Cinépolis VIP», abriendo su primera sucursal en el centro comercial Interlomas, el 19 de diciembre del mismo año en el Estado de México, posteriormente en 2001 surge el programa de lealtad de la marca llamado Club Cinépolis.
Es hasta 2003 que Cinépolis alcanza las 1000 salas con la sucursal Cinépolis Galerías Guadalajara. El 15 de noviembre del mismo año Inicia el Festival Internacional de Cine de Morelia. Desaparecen los Multicinemas y algunos se convierten en Cinépolis. 
En junio de 2019, la marca de cines modifica su logotipo, dejando atrás aquel que perduró por varios años; a partir de ahora, la imagen se basa en el nombre de la cadena con una letra C dividida a la mitad.

## Asistencia
Durante 2023, las salas de cine lograron una derrama económica de 15 mil 590 millones de pesos con 233 millones de boletos vendidos, de acuerdo con cifras de la Cámara Nacional de la Industria Cinematográfica (CANACINE). 
Esto representa un incremento del 29.62 % respecto al 2022, pero todavía 18.16% por debajo de 2019, previo a la pandemia del COVID-19.

## Formatos

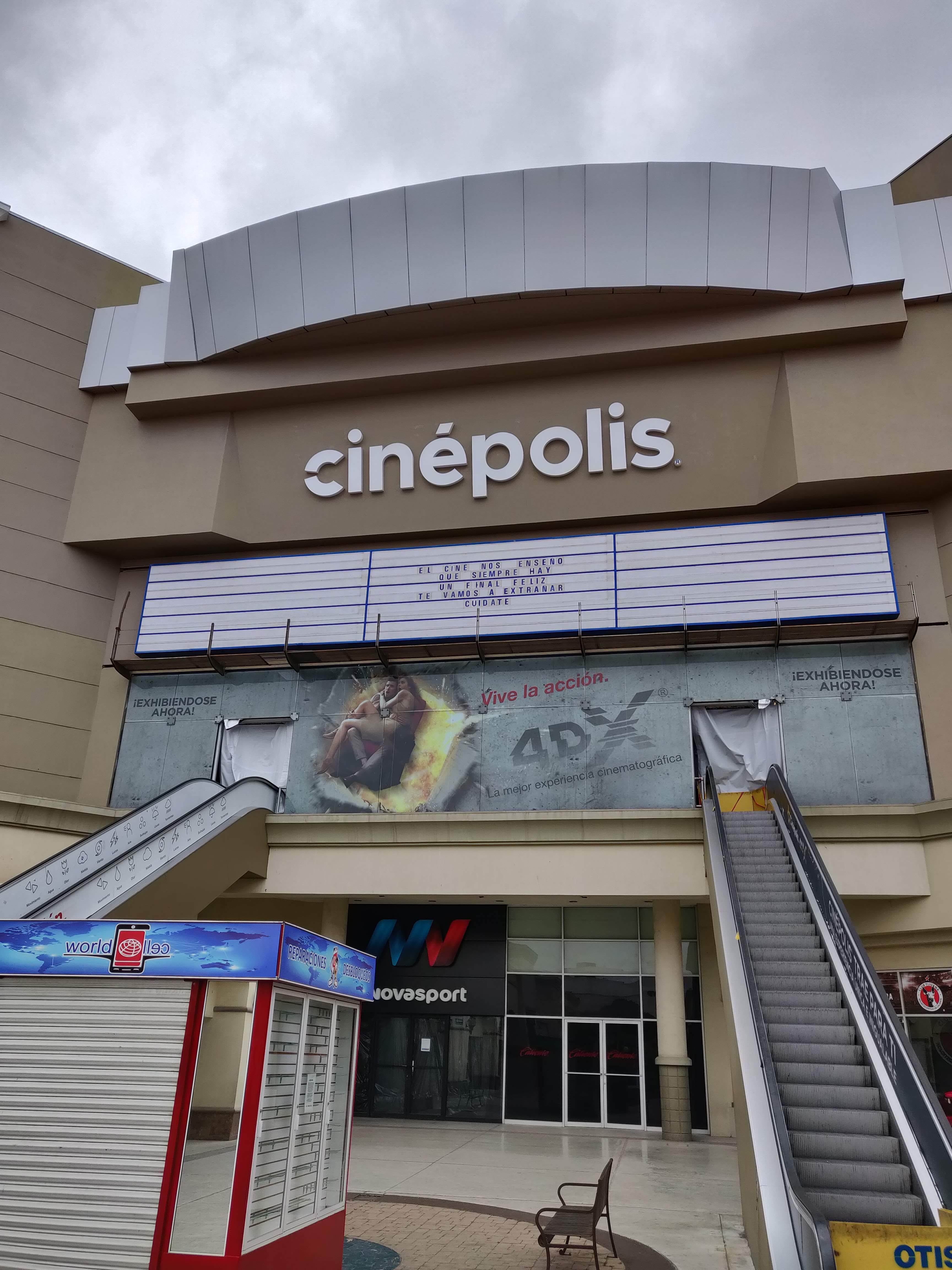
La ubicación principal de Cinépolis 4DX, dentro de Plaza Río Tijuana, se muestra cerrada durante la pandemia de COVID-19.

Hasta diciembre de 2024, de las 6821 salas con las que cuenta Cinépolis:
- 24 corresponden al formato IMAX
- 115 al formato Macro XE
- 63 al formato 4DX
- 24 al formato PLUUS
- 35 al formato Sala de Arte
- 3 al formato VR
- 4 al formato Screen X
- 72 al formato Júnior

#### Cinépolis Macro XE
Es la sala equipada con una pantalla de 170 m² (4 veces el tamaño de una pantalla de cine normal) y un equipo de sonido de 13 000 watts de potencia con sonido Dolby Atmos de 7.1 canales.

#### Cinépolis Junior
Es la sala equipada especialmente para infantes. Cuenta con juegos, tobogán y alberca de pelotas. Es una sala recomendada para niños de 4 hasta 11 años de edad.
Aquí se proyectan películas de clasificación «A» y «AA». Antes de iniciar la función, los niños tienen un espacio de 10 minutos para jugar, posteriormente se proyecta una cortinilla donde se avisa al público que la película esta por comenzar.A mitad de la proyección de la película, hay un intermedio de 15 minutos para que los niños jueguen y vayan al baño.
La sala cuenta con diferentes butacas como las tradicionales, dobles, cojines y camastros.
En la sala no puede ingresar un menor de edad sin un adulto y no puede ingresar un adulto sin un menor.

#### Cinépolis 4DX
Son las salas equipadas con efectos reales y butacas con movimiento. Conforme avanza la acción de la película proyectada, la sala ofrece una experiencia más realista como: disparar agua y aire; aromas, humo, movimiento de las butacas y efectos de luces, burbujas y pequeños golpeteos en el respaldo de la butaca.

#### Cinépolis IMAX Theatre
Son las salas que están equipadas con una pantalla IMAX. La sala IMAX es la pantalla más grande de Cinépolis. La imagen es más clara y nítida debido a que aquí se utilizan dos proyectores. Se pueden disfrutar películas en formatos 2D, 3D y HFR (48 cuadros por segundo).
Cuenta con un sistema de proyección Dual + DMR patentando por IMAX y un sistema de remasterización que optimiza cada cuadro e imagen. Este tipo de sala se diseñó a manera que la pantalla rodee a la audiencia para expandir su visión. Otra ventaja de este formato es la precisión láser de su sonido.

#### Cinépolis Pluus
Son las salas de gama Prémium que está en medio de los conceptos VIP y el tradicional. Están más enfocadas a la comodidad de los cinéfilos, pues cuenta con asientos más amplios y descansa pies.

#### Sala de Arte
En esta sala se exhiben películas clasificadas por Cinépolis como «Cine de Arte». Este espacio es permanente y ofrece propuestas cinematográficas de Directores reconocidos del cine mundial, así como películas celebradas en los mejores festivales alrededor del mundo, documentales y películas clásicas.

#### Cinépolis VR
Sala de Realidad Virtual con alta calidad de sonido y gráficos. Cuenta con varios videojuegos de Realidad Aumentada en versión multijugador, para que puedan ser jugados entre grupos de máximo 8 personas.

#### Screen X
En esta sala la proyección se da sobre los dos muros laterales, ofreciendo una vista panorámica de 270°.

## Marcas

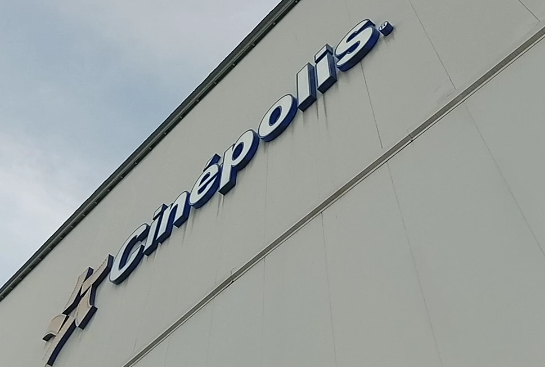
Logotipo de Cinépolis en la entrada del estacionamiento del piso de Supercentro El Dorado en la Ciudad de Panamá.

### México

#### Cinépolis
Es la marca principal de salas de cine, creada desde el año 1994 en Ciudad de México. Su formato «Mi Cine» está dirigido a comunidades con menos de 50 000 habitantes, está ubicada en diferentes centros comerciales, tiene como objetivo llevar la experiencia del cine a más personas, en los últimos años también se ha ubicado en algunas zonas de menor tamaño poblacional.

#### Cinépolis VIP[23]

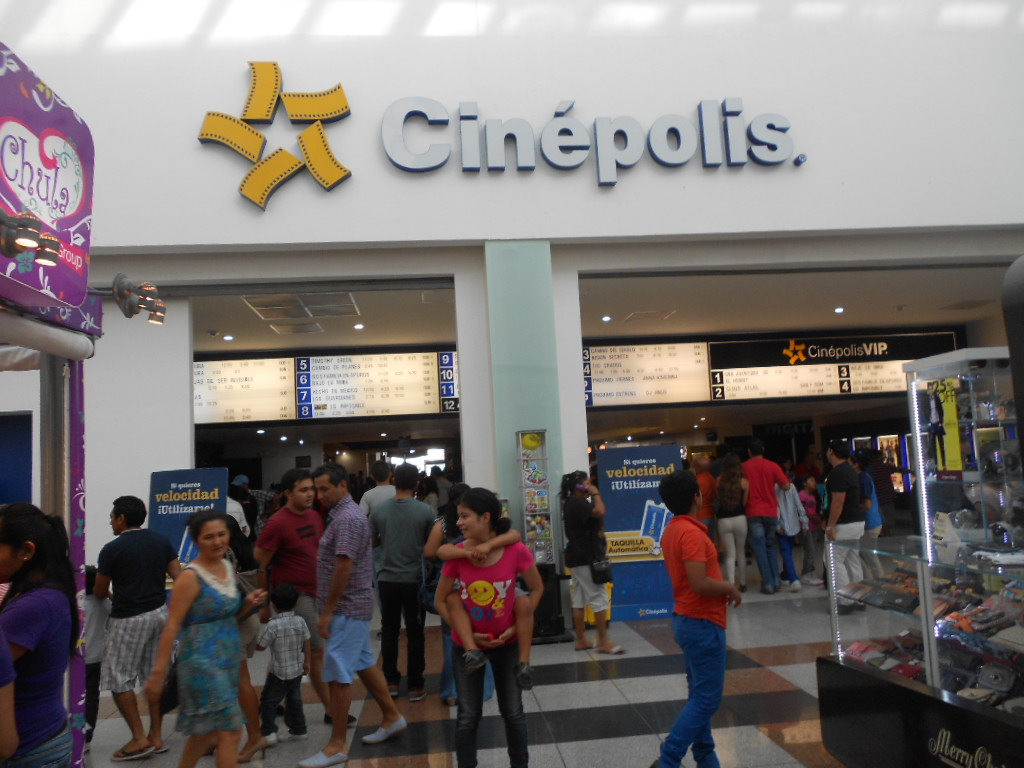
Un cine VIP de Cinépolis en Plaza Las Américas en Cancún, Quintana Roo.

Es la primera variante creada de la marca Cinépolis, ha conformado un crecimiento desde su creación en 1999, el formato VIP ofrece una experiencia con mayor calidad de servicio, las salas cuentan con asientos reclinables de piel y alimentos gourmet entregados directamente en los asientos de los clientes, también se encuentran ubicados en varios centros de la república mexicana.

### En otros países

#### Cinépolis Luxury Cinemas
Corresponde a la marca que usa la compañía en los cines de lujo que se encuentran ubicados en Estados Unidos. Su historia se remonta al año 2011 cuando Cinépolis llega a Estados Unidos con este formato de salas tipo VIP con la marca Cinépolis Luxury Cinemas.

#### Cinépolis Chile
Cadena que usa la marca de cines Cinépolis en Chile. En 2015 la empresa mexicana adquiere la cadena de Cine Hoyts, convirtiéndose en la cadena más grande de cines en Chile y la 2.ª en la Región Andina. En el año 2020, los complejos Hoyts son renombrados a la marca Cinépolis como nombre oficial.
La mayoría de estos complejos están diseñados en un tipo foro semicircular.

#### Cine Yelmo
Es la empresa que usa Cinépolis en España. En 2015 adquiere la cadena de Yelmo Cines en España, consolidando su operación en 13 países en ese año y su entrada al mercado europeo. En 2019, se refuerza la unión entre Cinépolis y Yelmo Cines con las marcas Cine Yelmo, Cine Yelmo Premium y Cine Yelmo Luxury. 

#### FUN Cinemas
Es una cadena de salas de exhibición cinematográficas adquirida por Cinépolis en la India durante 2014, logrando expandirse a 31 ciudades más en India.

#### Cinemaxx
En 2018, Cinépolis consolida su operación en 15 países a través de una negociación estratégica con Lippo Group en Indonesia, adquiriendo parte de las acciones de Cinemaxx. 

#### Moviehouse & Eatery
En 2019, Cinépolis adquirió la cadena Moviehouse & Eatery, incrementado así su presencia en Estados Unidos, como su nombre lo indica son cadenas de cines en forma de teatro, la mayoría se encuentra en ciudades del país americano.

### Otras marcas de Cinépolis

#### Club Cinépolis
Es un programa de lealtad creado para recompensar a sus clientes frecuentes por las vistas al cine. Inicialmente se ingresaba al programa adquiriendo una tarjeta física donde se le acumulaban puntos por visitas y compras, actualmente, solo existe la tarjeta digital que se obtiene a través de la aplicación móvil de Cinépolis.

#### Cinépolis Distribución
Es una marca para la distribución de películas independientes o de cine mexicano las cuales son proyectadas exclusivamente en salas de Cinépolis.

#### Garantía Cinépolis
Es un sello distintivo que Cinépolis otorga a películas que considera de alta calidad y que se identifica con un ícono amarillo en la cartelera. La empresa promete que, si un espectador no disfruta la película, podrá solicitar una compensación.

#### +QUE CINE[27]
Es una marca con la que Cinépolis dedica especialmente a los reestrenos de películas clásicas o poco publicitadas en el país, así como la transmisión de eventos deportivos, culturales, musicales y documentales que merecen ser vistos en la pantalla grande.

#### Coffee Tree
Es la cafetería de Cinépolis, la cual opera dentro y fuera de sus cines, ofreciendo una variada selección de crepas, baguettes, frapés, cafés, tés y repostería.  

#### Spyral
Es una marca que ofrece helados y malteadas dentro de sus complejos, también son ubicados en algunos centros comerciales en estilo de quioscos.

### Anteriores

#### Cinépolis Klic
Fue la plataforma digital de Video On Demand de Cinépolis que permitía a los usuarios rentar y comprar estrenos recién salidos del cine, eventos en vivo, series de TV relevantes y contenidos de televisión de paga. En 2020, Cinépolis Klic se expandió a Chile, Colombia, Perú, El Salvador, Guatemala, Honduras y Costa Rica. En mayo de 2023, la plataforma cerró a 10 años de su lanzamiento. 

## Participación en el mercado
Cinépolis presenta operaciones en 18 países:
- América:
  - Norteamérica: México y Estados Unidos
  - Centroamérica: Guatemala, Costa Rica, El Salvador, Honduras y Panamá
  - Sudamérica: Argentina, Brasil, Chile, Colombia y Perú
- Europa: España
- Asia: Indonesia, India, Baréin, Arabia Saudita, Emiratos Árabes Unidos y Omán

## Controversias

### Exhibición de la películaPresunto culpable
El 2 de marzo de 2011, dos semanas después del estreno de la película Presunto culpable, la jueza decimosegunda de Distrito en Materia Administrativa del Distrito Federal Blanca Lobo Domínguez ordenó la suspensión provisional de su exhibición, distribución y promoción después de la presentación de un recurso de amparo por parte de uno de los testigos que participaron en el juicio, quien alegaba que no autorizó el uso de su imagen; se anunció que, en virtud de la suspensión, se retirarían las 200 copias de Presunto culpable ya distribuidas en 21 ciudades de México.
El director de Cinépolis anunció que, a pesar de que la película había sido vista por 500 mil espectadores, no tenían orden legal para retirar la película, aunque buscarían contraatacar. Sin embargo, recibió de parte de la Dirección General de Radio, Televisión y Cinematografía de México la orden de suspensión, con la cual cumplió.

### Muerte de un menor por bala perdida (caso Hendrik Cuacuas)
El 2 de noviembre de 2012, se informó que Hendrik Cuacuas de 10 años se encontraba con su familia viendo la película Ralph El Demoledor en Cinépolis de la Plaza Ermita, ubicada en la alcaldía de Iztapalapa, cuando entonces el menor recibió un disparo en la cabeza, posteriormente fue llevado al hospital, pero 2 días después fue declarado muerto a causa del impacto de la bala. Se inició una investigación policial donde se determinó que la bala entró por el techo de la sala y cayó en la cabeza del menor, a lo cual Cinépolis decidió suspender labores en el local hasta nuevo aviso. Hasta el día de hoy, no se sabe quién pudo disparar esa bala que se clasificó como una bala perdida.

### Acusaciones de publicidad engañosa
El 10 de octubre de 2013, la Procuraduría Federal del Consumidor multó a Cinépolis por utilizar publicidad que fue acusada de engañosa, dicha publicidad era de una promoción de entradas para todas las salas al 2x1, sin embargo, debajo del cartel con letras minúsculas y poco legibles, se especificaba que únicamente era aplicable para entradas de las salas normales, con la excepción de salas 3D, 4DX, IMAX y VIP, la demanda aclaró que las letras de las especificaciones eran bastante pequeñas, por lo que se instruyó a Cinépolis que agrandaran las letras de la publicidad.

### Multa por cineminutos del Partido Verde Ecologista de México
A inicios de 2015, Cinépolis y Cinemex fueron multados por exhibir cineminutos de campaña política en sus pantallas, a petición del Partido Verde. El Instituto Nacional Electoral solicitó la suspensión inmediata de los spots de campaña del partido, al violar el principio de equidad impuesto por el instituto.

### Prohibición de entrada a menores de 3 años
El 22 de noviembre de 2017, por medio de la página de Facebook llamada Campechanidades, se compartió una fotografía de un cartel en un Cinépolis VIP del Municipio de Campeche en el que se podía leer: "Política: Prohibida la venta de boletos a personas que lleven consigo a niños menores de 3 años". La imagen no tardó en hacerse viral en todo el país y generó un debate entre usuarios que estaban a favor o en contra de dicha política. Cinépolis explicó que la prohibición no se trata de una política del cine, sino obedece a una regulación establecida en el Reglamento de Espectáculos públicos para el Municipio de Campeche.

### Garantía Cinépolis yEmilia Pérez
El 23 de enero de 2025, se estrenó en México la película francesa Emilia Pérez, la cual adquirió el sello de Garantía Cinépolis. De acuerdo con la cadena, dicha garantía permitía el reembolso del valor de la entrada al cliente en caso la película recomendada no haya sido de su agrado durante los primeros 30 minutos de exhibición. Tras la pobre recepción de Emilia Pérez en el país, muchos espectadores reclamaron su reembolso; sin embargo, Cinépolis declaró que la garantía era únicamente un signo de recomendación y no mantenía las condiciones antes establecidas, lo que generó numerosas quejas. Por alusión de información engañosa, el caso llegó a la PROFECO, entidad que ordenó hacer efectiva la política brindada anteriormente por Cinépolis y devuelva el dinero solicitado a los clientes.